# Kunlé Adeyemi
Adekunlé Adeyemi (Kaduna, Nigeria, 7 april 1976) is een Nigeriaans architect, stedenbouwkundige en onderzoeker.

## Levensloop
Adeyemi groeide op in Kaduna, in het noorden van Nigeria. Zijn vader was een modernistisch architect en de eerste die in Noord-Nigeria een architectenbureau oprichtte. Hij studeerde aan de Universiteit van Lagos en aan Princeton University in New Jersey. Hij werkte gedurende een tiental jaren in Rotterdam aan het Office for Metropolitan Architecture (OMA) van Rem Koolhaas en stichtte vervolgens in Amsterdam het architectenbureau NLÉ.

## Projecten
Internationaal werkte hij aan verschillende projecten:
- Het hoofdkwartier van de Qatar Foundation, de Centrale Bibliotheek en het Centrum voor Strategische Studies in Doha.
- De Vierde Brug en het Master Plan voor Lagos.
- Het Prada Transformer project in 2009.
- Het Rothschild Bank project in London (2006).
- Het Master plan voor Abuja – AIST, Nigeria (2006) voor de Nelson Mandela African Institute of Science and Technology.
- De Shenzhen Stock Exchange (2006).
- Het Nationaal Universiteitsmuseum van Seoul (2005).
- Het Masterplan voor Seoul (2004).
- Het Leeum Museum in Seoul (2004).

Adeyemi werkt vanuit Amsterdam met zijn bureau voor architectuur, stedenbouw en design, onder de naam NLÉ, woord dat in de Yorubataal thuis betekent. Zijn belangstelling gaat voornamelijk uit naar de ontwikkeling van steden in ontwikkelingslanden. Hij bestudeert systemen om die ontwikkeling te versnellen.
Met NLE werkte hij aan volgende projecten:
- Ontwikkeling van prototypes van huizen voor steden in de tropen.
- 'Queensday Lagos', een uitwisseling per videoconferenties tussen de Nederlandse Queensday experience en inwoners van Lagos.
- Het LagosPhoto-project met de African Artists' Foundation.
- de Makoko Floating School (die echter in juni 2016 ingestort is).[1]
- In 2018 nam hij deel aan de Triënnale in Brugge met zijn Vlottend klasgebouw.

## Academische activiteiten
- In 2011 was hij Callison Distinguished Visiting Lecturer aan de University of Washington.
- Hij doceerde over het thema 'The Modern City in the Age of Globalization' in Chandigarh, India.
- Adeyemi doceerde aan de Harvard Graduate School of Design, aan de Architectural Association School of Architecture in Londen en aan het Berlage Instituut in Rotterdam.
- In 2006, sprak hij op het Guggenheim Symposium "Contamination, Impure Architecture" over Impure Architecture.
- Hij doceerde in 2006 aan de Technische Universiteit Delft.